# 托沃瀑布
托沃瀑布（英語：Tower Fall）是美國懷俄明州黃石國家公園東北部地區塔溪上的一個瀑布。在塔溪與黃石河交匯處上游約1,000碼（910）處，瀑布落差為132英尺（40）。它的名稱源自於瀑布頂部的岩石尖峰。

## 歷史
1869年9月15日至16日，庫克-福爾瑟姆-彼得森探險隊的成員在托沃瀑布地區度過了一整天，然後渡河並沿拉馬爾河逆流而上。
1870年8月，沃什本-蘭福德-多恩探險隊在前往黃石湖的途中在托沃瀑布地區附近紮營並探索了幾天。
1928年，美國地質調查局將該瀑布更名為托沃瀑布。
1871年，托馬斯·莫蘭的一幅相關畫作說服美國國會於1872年將黃石公園設立為世界上第一個國家公園。